# Отто II цу Зальм-Горстмар
Князь Отто Адальберт Фрідріх Август Густав Александер цу Зальм-Горстмар (нім. Otto Adalbert Friedrich August Gustav Alexander Fürst zu Salm-Horstmar; 23 вересня 1867, замок Фарлар, Розендаль — 2 березня 1941, там само) — німецький політик.

## Біографія

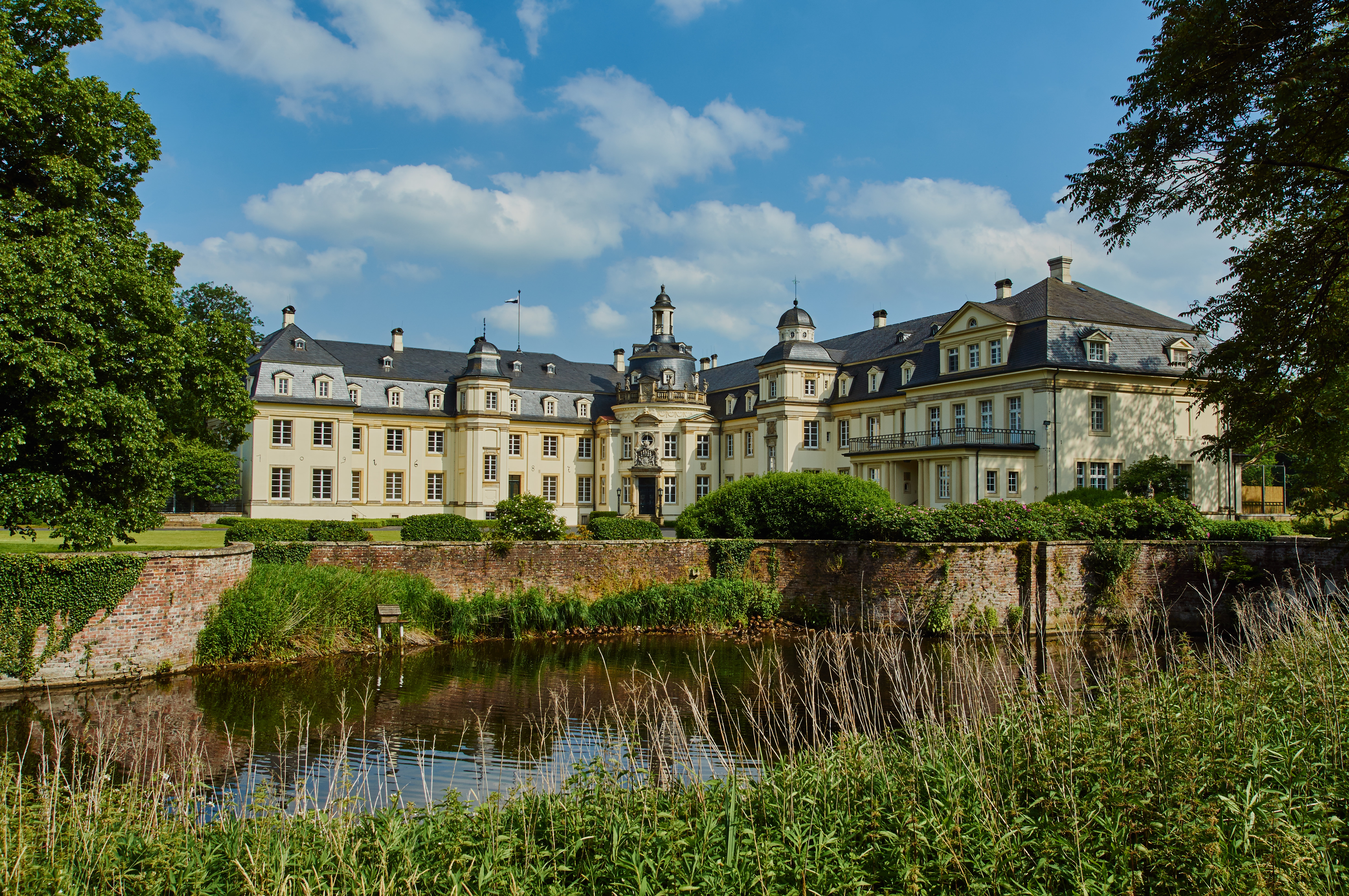
Замок Фарлар, в якому народився Отто — сімейна резиденція дому Зальм-Горстмар.

Представник давнього прусського князівського роду, відомого з Х століття. Третій син князя Отто I цу Зальм-Горстмар і його дружини Емілії, уродженої графині цур Ліппе-Бістерфельд. Після закінчення школи вивчав право в університетах Лозанни, Женеви і Берліна. В 1889-92 роках служив в Прусській армії, одночасно навчався у Берлінському сільськогосподарському вищому училищі. Після смерті батька в 1892 році очолив дім Зальм-Горстмар і управління сімейними маєтками, був членом і головою численних асоціацій землевласників. Окрім цього, князь виступав за розширення Мюнстерської академії до повноцінного університету, за що в 1902 року отримав звання доктора Вестфальського університету, а в 1904 році був прийнятий у Вестфальську історичну комісію.
В 1902-08 роках — голова Асоціації німецького флоту, виступав за створення сильного флоту. Як представник вищої аристократії, князь Отто був членом Прусської палати панів. В 1911-19 роках — член Вестфальського ландтагу, з 1916 року — його голова. З 1915 року і до кінця життя — голова Вестфальської асоціації верхової їзди. В кінці Першої світової війни вступив в Німецьку вітчизняну партію, вважав причиною Першої світової війни проникнення євреїв у масонство.
Князь Отто був провідним членом Пангерманського союзу і переконаним противником Веймарської республіки. В 1920 році відповідав за перший німецький переклад «Протоколів сіонських мудреців». В 1931 році безуспішно просив Пауля фон Гінденбурга сформувати новий, заснований на Гарцбурзькому фронті, уряд без соціал-демократів і без канцлера Генріха Брюнінга.

## Сім'я
В 1903 році одружився з графинею Розою цу Зольмс-Барут (8 червня 1884 — 12 червня 1945). В пари народились 8 дітей:
- Луїза Емілія Фрідеріка Елізабет (19 липня 1904 — 2 вересня 1904)
- Отто Людвіг Вільгельм Ганс Фрідріх Карл Едуард (7 березня 1906 — 22 квітня 1927)
- Ганс Крістоф Леопольд Еміх Герман (27 травня 1907 — 15 грудня 1908)
- Філіпп Франц Фрідріх Конрад Вільгельм Хлодвіг (31 березня 1909 — 8 листопада 1996) — наступний голова дому Зальм-Горстмар. Дружина — графиня Марія Тереза цу Кастелль-Кастелль.
- Карл Вальрад Еміх Герман Болько Фрідріх (8 січня 1911 — 2 серпня 1991). Дружина — Сусанна Янч.
- Фрідеріка Юліана Луїза Емілія Феодора Анна (5 жовтня 1912 — 3 липня 2000). Чоловік — принц Людвіг Фердинанд цу Зайн-Віттгенштайн-Берлебург.
- Йоганн Гізельберт Александер Леопольд Рудольф Фрідріх (14 березня 1916 — 9 вересня 1939)
- Марія Луїза Елеонора Адельма Роза (18 серпня 1918 — 12 березня 2015). Чоловік — принц Генріх IV Ройсс цу Кьостріц, голова дому Ройсс.